# Анасс Ашахбар
Анасс Ашахбар (нід. Anass Achahbar, араб. أنس أشحبار, нар. 13 січня 1994, Гаага) — нідерландський футболіст марокканського походження, нападник клубу «Зволле».
Виступав, зокрема, за клуби «Феєнорд» та «Армінія» (Білефельд), а також юнацьку збірну Нідерландів.

## Клубна кар'єра
Народився 13 січня 1994 року в місті Гаага. Вихованець футбольної школи клубу «Феєнорд». Дорослу футбольну кар'єру розпочав 2011 року в основній команді того ж клубу, в якій провів один сезон, взявши участь у 14 матчах чемпіонату. 
Своєю грою за цю команду привернув увагу представників тренерського штабу клубу «Армінія» (Білефельд), до складу якого приєднався 2013 року, де грав на правах оренди. Відіграв за білефельдський клуб наступний сезон своєї ігрової кар'єри.
До складу клубу «Феєнорд» повернувся 2014 року.

## Виступи за збірні
У 2009 році дебютував у складі юнацької збірної Нідерландів, взяв участь у 32 іграх на юнацькому рівні, відзначившись 17 забитими голами.

## Титули і досягнення
- Володар Кубка Нідерландів (1):

«Феєнорд»: 2015-16
- Володар Кубка Румунії (1):

«Сепсі»: 2021-22
- Володар Суперкубка Румунії (1):

«Сепсі»: 2022
Збірні
- Чемпіон Європи (U-17): 2011